# Championnats du monde de tir 1974
Navigation
Édition précédente Édition suivante
Les championnats du monde de tir 1974, quarante-et-unième édition des championnats du monde de tir, ont eu lieu à Berne et Thoune, en Suisse, en 1974.